# Dona Inês (ort)
Dona Inês är en ort i Brasilien.   Den ligger i kommunen Dona Inês och delstaten Paraíba, i den östra delen av landet, 1 700 km nordost om huvudstaden Brasília. Dona Inês ligger 462 meter över havet och antalet invånare är 3 709.
Terrängen runt Dona Inês är huvudsakligen kuperad, men den allra närmaste omgivningen är platt. Dona Inês ligger uppe på en höjd. Närmaste större samhälle är Belém, 13,4 km sydost om Dona Inês.
Omgivningarna runt Dona Inês är huvudsakligen savann. Runt Dona Inês är det ganska tätbefolkat, med 90 invånare per kvadratkilometer.